# TracrRNA
El tracrRNA (trans-activating crRNA) o l'ARNcr trans-activador en biologia molecular és un fragment curt d'ARN que està involucrat en la maduració del crRNA,va ser primerament descubert en el sistema CRISPR de Streptococcus pyogenes. L'ARNcrtra és complementari amb el pre-crRNA, els quals formen un complex d'ARN. Una ribonucleasa III el talla per forma l'híbrid crRNA/tracrRNA. Aquest complex actua com a guía de la Cas9. Aquesta seqüència es troba a l'extrem 5' en el locus CRISPR, seguit pels gens Cas.